# Dan Byrd
Daniel 'Dan' Byrd (Chicago, 20 november 1985) is een Amerikaans acteur.
Byrd begon op achtjarige leeftijd met acteren in lokale theaters. Hij maakte zijn debuut voor televisie in 1999 met de film The First of May. Hij heeft hierna nog meerdere rollen gespeeld in films en televisieseries. Hij is vooral bekend van zijn rol als Travis Cobb in de televisieserie Cougar Town waar hij 88 afleveringen in 
speelde (2009-2014).

## Filmografie

### Films
Uitgezonderd korte films.
- 2017 Doomsday - als Nate Hensley
- 2015 Sisters - als Patrick Campbell
- 2015 Weepah Way for Now - als Dan
- 2012 Before We Made It – als Fred
- 2010 Easy A – als Brandon
- 2010 Norman – als Norman Long
- 2006 Outlaw Trail: The Treasure of Butch Cassidy – als Jess
- 2006 Jam – als Josh
- 2006 The Hills Have Eyes – als Bobby Carter
- 2005 Mortuary – als Jonathan Doyle
- 2005 Checking Out – als Jason Apple
- 2004 A Cinderella Story – als Carter Farrell
- 2004 Salem's Lot – als Mark Petrie
- 2002 Firestarter 2: Rekindled – als Paul
- 2001 Just Ask My Children – als Brian Kniffin (9-12 jaar)
- 2000 28 Days – als jongen bij benzinestation
- 1999 The Price of a Broken Heart – als Eric Hutlemeyer
- 1999 The First of May – als Cory

### Televisieseries
Uitgezonderd eenmalige gastrollen.
- 2021-2023 Young Sheldon - als pastor Rob - 8 afl.
- 2022 Women of the Movement - als Dan Wakefield - 4 afl.
- 2021 Home Before Dark - als Tony O'Hara - 3 afl.
- 2020 Utopia - als Ian - 8 afl.
- 2018-2019 The Good Doctor - als Tyler Durness - 2 afl.
- 2017 City Girl - als Matt Wilburth - 2 afl.
- 2015 Scandal - alsVirgil Punkett - 2 afl.
- 2009-2015 Cougar Town – als Travis Cobb – 101 afl.
- 2009 Heroes – als Luke Campbell – 3 afl.
- 2007-2008 Aliens in America – als Justin Tolchuck – 18 afl.
- 2004-2005 Clubhouse – als Mike Dougherty – 11 afl.
- 2002-2003 The Guardian – als Jeremy Hetherington – 2 afl.
- 2001-2002 State of Grace – als Kenny Moss – 2 afl.
- 2002 The Nightmare Room – als Drew – 2 afl.
- 1998-2002 Any Day Now – als jonge Colliar Sims – 3 afl.

- International Standard Name Identifier: 0000 0001 1462 4066
- Library of Congress Control Number: no2009086601
- Nationale Bibliotheek van Tsjechië: xx0052362
- Istituto Centrale per il Catalogo Unico: LO1V330612
- Virtual International Authority File: 90513776
- WorldCat: E39PBJp9qvYGbQYPHFwHhY7T73